# أمينة شريف
أمينة شريف، ممثلة مصرية. اشتهرت بالأعمال المسرحية في فرقة يوسف وهبي ثم انطلقت إلى السينما وابتعدت عن العمل الفني في أواخر خمسينات القرن العشرين.

## في التمثيل
شاركت في تمثيل أكثر من عشرين فيلما:
- عمالقة البحار - فيلم 1960
- الله معنا - فيلم 1955
- أبو زيد الهلالي - فيلم 1947
- غدر وعذاب - فيلم 1947
- الطائشة - فيلم 1946
- مجد ودموع - فيلم 1946
- حرم الباشا - فيلم 1946
- ملاك الرحمة - فيلم 1946
- رجاء - فيلم 1945
- المظاهر - فيلم 1945
- سفير جهنم - فيلم 1945
- بين نارين - فيلم 1945
- ابنتي - فيلم 1944
- تحيا الستات - فيلم 1944
- طاقية الإخفاء - فيلم 1944 شربات
- رصاصة في القلب - فيلم 1944
- غرام وانتقام - فيلم 1944 منيره
- حبابة - فيلم 1944
- وادي النجوم - فيلم 1943
- حب من السماء - فيلم 1943
- أحب الغلط - فيلم 1942
- على مسرح الحياة - فيلم 1942

## روابط خارجية
- أمينة شريف على موقع الدهليز
- أمينة شريف على موقع قاعدة بيانات الأفلام العربية